# Volendam (Niederlande)

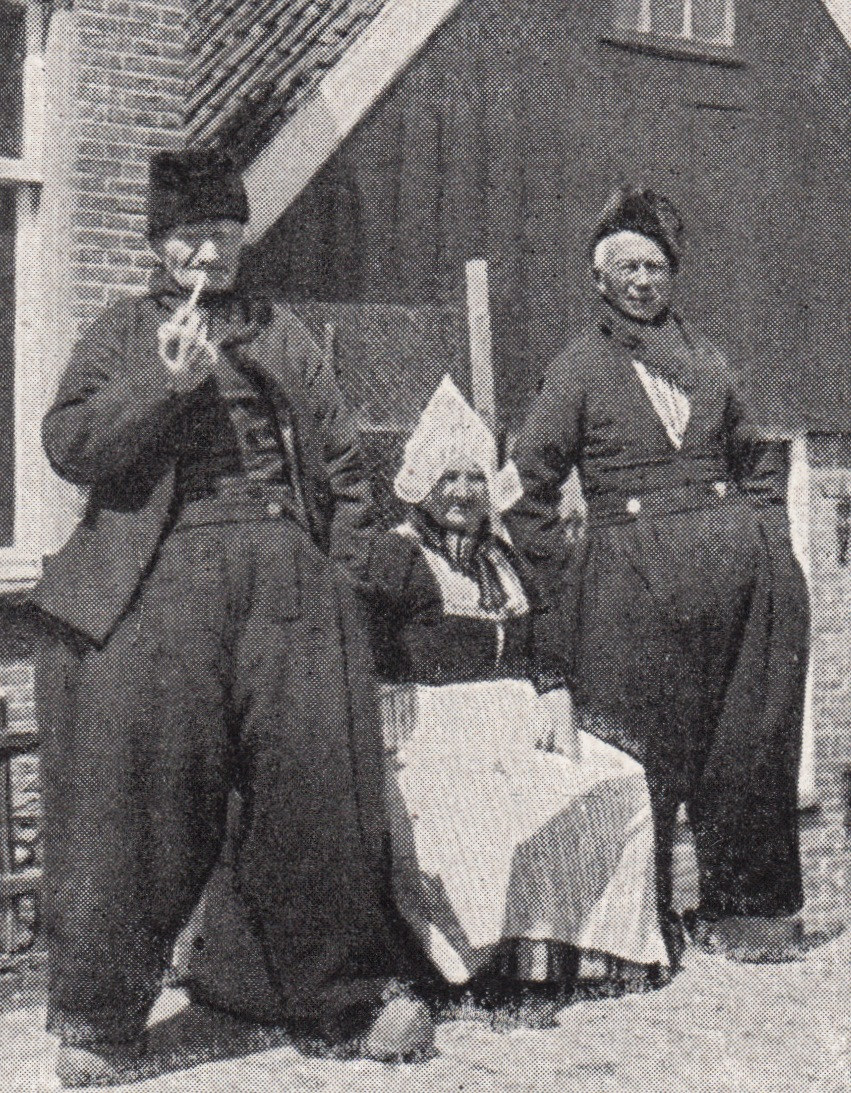
Fischersleute in Volendam um 1930

Volendam ist ein Ortsteil der niederländischen Gemeinde Edam-Volendam in der Provinz Nordholland, der 22.745 Einwohner (Stand: 1. Januar 2024) zählt. Das Dorf am IJsselmeer zieht jedes Jahr viele Touristen an, und die Tracht Volendams wird oft als Nationaltracht der Niederlande angesehen, obwohl es keine Nationaltracht gibt. Die für Volendam charakteristischen Häuserbauten, Kleidertrachten und die Folklore stellen eine touristische Tradition dar, die ungefähr auf das Jahr 1875 zurückgeht.

## Geschichte
Der ursprüngliche Name des Orts war Vollendam. Volendam liegt an jener Stelle, wo der kleine Fluss der E oder IJe im Mittelalter in die Zuiderzee mündete. 1357 entstand durch Eindeichung der E durch die Bürger von Edam das Dorf Vollendam. Das Dorf wurde schnell von Bauern und Fischern besiedelt. Volendam hat bestimmte Sitten und Gebräuche, mit denen das Dorf sich von den restlichen Niederlanden unterscheidet und die Bevölkerung hat einen eigenen Dialekt, das sogenannte Volendams. In der Reformationszeit blieb das Dorf, im Gegensatz zur unmittelbaren Umgebung, der Römisch-katholischen Kirche treu. Mitte des 20. Jahrhunderts soll Volendam die höchste Anzahl römisch-katholischer Priesterweihen pro Quadratkilometer der Niederlande und sogar die höchste Anzahl Missionare pro Quadratkilometer weltweit gehabt haben. Die Säkularisierung hat das beendet, aber Volendam bleibt ein Zentrum römisch-katholischer Andachtsgebräuche.

## Musik

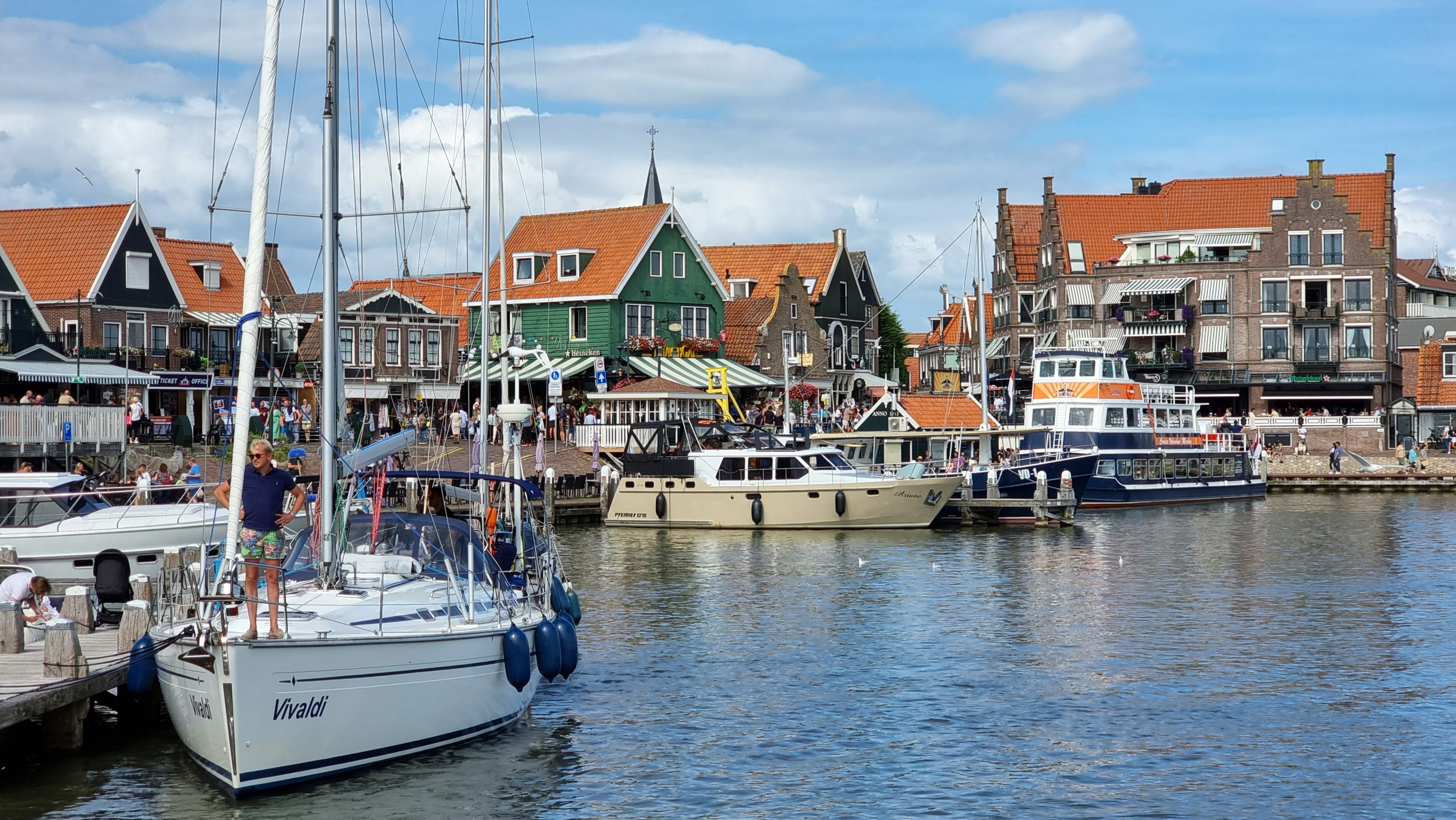
Blick auf den kleinen Hafen in Volendam

Volendam ist seit den 1960er Jahren Zentrum einer eigenen Musikindustrie und das Dorf hat viele, auch international bekannte, Musiker hervorgebracht. Diese Musik ist auch bekannt unter dem Namen Palingsound (Aal-Sound), wegen der Geschichte Volendams als Fischerort. Bekannte Volendammer Musiker sind: die The Cats, BZN, Jantje Smit, Nick & Simon, Tol & Tol und die 3JS.

## Sport
Der Fußballverein FC Volendam stand zweimal im Finale des KNVB-Pokals und gilt als Fahrstuhlmannschaft zwischen den beiden höchsten niederländischen Ligen.

## Söhne und Töchter Volendams
- Dick Tol (1934–1973), Fußballspieler
- Piet Veerman (* 1943), Sänger und Gitarrist
- Arnold Mühren (* 1944), Komponist und Bassist (The Cats)
- Arnold Mühren (* 1951), Fußballspieler
- Maribelle (* 1960), Sängerin
- Helen Duval (* 1965), Pornodarstellerin
- Wim Jonk (* 1966), Fußballspieler
- Jan Smit (* 1985), Sänger
- Debbie Bont (* 1990), Handballspielerin
- Henk Veerman (* 1991), Fußballspieler
- Jessica Schilder (* 1999), Kugelstoßerin
- Roy Steur (* 2005), Fußballspieler

1979 und 1980 lebte die Musikgruppe The Kelly Family in Volendam.